# Události komentáře
Události komentáře – rozszerzenie programu informacyjnego Události. W tym programie omawiane są najważniejsze wydarzenia mijającego dnia. Program emitowany jest codziennie na kanale ČT24 o godzinie 22:00.
Gospodarzami programu są:
Daniela Drtinová, Jakub Železný i Martin Veselovský. 
W przeszłości program prowadzili także: Petra Pyšová, Zdeněk Šámal, Veronika Sedlačkova, Jan Némec, Eva Souhradová, Tereza Engelová, Michal Schuster.